# Teška meta
Teška meta (eng. Hard Target), američki akcijski film redatelja Johna Wooa iz 1993. godine, s Jean-Claudeom Van Dammom.

## Glavne uloge
- Jean-Claude Van Damme - Chance Boudreaux
- Lance Henriksen - Emil Fouchon
- Arnold Vosloo - Pik Van Cleaf
- Yancy Butler - Natasha "Nat" Binder